# Dragoș Todor
Todor Dragoș (n. 1879, Bărăștii-Hațegului, județul Hunedoara – d. 1959, Bărăștii-Hațegului, județul Hunedoara) a fost un deputat în Marea Adunare Națională de la Alba Iulia, organismul legislativ reprezentativ al „tuturor românilor din Transilvania, Banat și Țara Ungurească”, cel care a adoptat hotărârea privind Unirea Transilvaniei cu România, la 1 decembrie 1918 :pp. 203-204.

## Biografie
A urmat cursurile școlii primare, iar în timpul războiului a activat în cadrul Gărzii Naționale Române din sat :pp. 203-204.   

## Activitatea politică
Ca deputat în Adunarea Națională din 1 decembrie 1918, Dragoș Todor a fost delegat Cercului electoral Hațeg :pp. 203-204.